# 室町あかね
室町 あかね（むろまち あかね、1949年10月8日 - ）は、日本の女優、振付家。東京都出身。

## 人物
- 宝塚歌劇団出身。（53期生）
- 星組公演『世界はひとつ[1]』『花風流』で初舞台を踏む。
- 入団時の成績は54人中1位[1]。
- 在団中（花組）は特にダンス場面には絶対に欠かせないスターであった。日舞も定評がある。
- 1979年7月31日付[1]で宝塚歌劇団を退団。
- 宝塚退団後は　[舞台]　[テレビドラマ]の「振付」などで活動する。
- 舞台の[振付]「演出」芝居の講師でも活動している。
- 東京藝術大学 非常勤講師
- 東京都立総合芸術高等学校 市民講師

## 主な出演作品

### テレビドラマ
- 「昨日、悲別で」（1984年3月9日〜6月1日）
- 「うまい話あり」（1986年6月14日〜7月5日）
- 「花へんろ・風の昭和日記　第二章」（1986年9月6日〜10月11日）
- 「金婚式」（1987年1月5日〜1月23日）
- 「台所の聖女」（1988年3月19日・NHKドラマスペシャル）
- 「温泉仲居番頭物語(1)」（1990年2月19日・月曜ドラマスペシャル）
- 「踊子（前編）」（1993年7月26日・日本名作ドラマ）
- 「踊子（後編）」（1993年8月2日・日本名作ドラマ）
- 「命ささえて」（1993年10月4日〜11月26日）

### バラエティ
- 「一枚の写真」（1985年4月24日）
- 「今夜は最高!」（1988年5月7日・14日）

### 舞台
- 「コーラスライン」日生劇場
- 「青髭公の城」パルコ劇場
- 「とりかへばや物語」帝国劇場
- 「王様と私」
- 「ザ・クラブ」
- 「ピーターパン」
- 「ナイン」日生劇場
- 「ラ・カージュ・オ・フォール」帝国劇場
- 「ラ・マンチャの男」
- 「シカゴ」
- 「スィート・チャリティー」俳優座
- 「SANADA」
- 「西遊記」
- 「シャボン玉とんだ宇宙までとんだ」
- 「スクルージ」（1997年11月・東京芸術劇場） 他多数

※ この他舞台への出演作
- 「ダンシング・ショー」（リサイタル）パルコ劇場
- 「MY・DREAM」（リサイタル）草月ホール
- 「長崎十二景」新橋演舞場 坂東玉三郎
- 「日野皓正コンサート」新橋演舞場 中村勘九郎・ジョージ・川口
- 宝塚歌劇団 振付 1993年より
- 「パリ祭」NHKホール他 振付・ステージング 2004年より
- わらび座 多数振付　2004年より